# 1721 en littérature
| Années de la littérature : 1718 - 1719 - 1720 - 1721 - 1722 - 1723 - 1724    |
| Décennies de la littérature : 1690 - 1700 - 1710 - 1720 - 1730 - 1740 - 1750 |

Cet article présente les faits marquants de l'année 1721 en littérature.

## Événements
- Juillet : premier numéro du journal de Marivaux Le Spectateur français, qui parait 25 fois jusqu’en septembre 1724[1].

## Parutions
- Mai : l'écrivain français Montesquieu publie anonymement les Lettres persanes à Amsterdam chez la veuve de Jacques Desbordes, Susanne de Caux (sous le pseudonyme de Pierre Marteau à Cologne pour le tome 1 et Pierre Brunel à Amsterdam pour le tome 2). Une seconde édition parait en octobre[2]. Le succès des Lettres persanes lui ouvre les portes des salons parisiens, comme celui de la marquise de Lambert ou le Club de l'Entresol[3].

## Naissances
- Giuseppe Zucconi, poète et libraire italien.

## Décès
- 25 janvier : Robert Challe, écrivain français († 17 août 1659).